# Хартулари, Константин Фёдорович
Хартулари Константин Фёдорович (1841 — 16 декабря 1908) — присяжный поверенный, литератор, исследователь проблем правовой науки. Действительный статский советник.

## Биография
Родился в 1841 году.
В 1861 году окончил со степенью кандидата юридический факультет Санкт-Петербургского университета.
С 1861 по 1866 годы работал в Министерстве юстиции, а с 17 апреля 1866 года и по день своей кончины состоял присяжным поверенным. С 1867 по 1903 годы состоял бессменным директором сначала Санкт-Петербургского комитета общества, попечительного о тюрьмах, а потом Санкт-Петербургского мужского благотворительно-тюремного комитета.
Был известен как исключительно уравновешенный адвокат, оратор, «тонкое словесное кружево» которого ценил А. Ф. Кони.
В 1878 году был адвокатом по делу Маргариты Жюжан.
Был произведён в действительные статские советники 2 апреля 1895 года; награждён орденами Св. Станислава 2-й степени (1884) и Св. Владимира 3-й степени (1902).
Скончался 16 декабря 1908 года[по какому календарю?].

## Научные труды
Работая в Министерстве юстиции, он написал исследование «О святотатстве», напечатанное в «Журнале Министерства юстиции» (Т. XIX. — СПб., 1863. — С. 502). В бытность гласным Петербургской городской думы в течение двух четырёхлетий (1870—1880) опубликовал ряд историко-юридических работ в «Известиях городской думы» («Об аукционистах и аукционных камерах», «О береговом праве», «О нотариальном праве» и т. п.).
Несколько статей его о петербургском городском правительстве было напечатано в «Голосе» А. А. Краевского.